# Mussolet eurasiàtic
El mussolet eurasiàtic (Glaucidium passerinum) és una espècie d'ocell de la família dels estrígids (Strigidae). Es distribueix pel nord boreal i per les muntanyes del centre d'Europa, així com per Sibèria i el nord de la Xina. La seva població s'estima entre 500.000 i 1.200.000 exemplars madurs. Habita en boscos de coníferes o mixts, tenint predilecció pels boscos vells de píceas i avets. El seu estat de conservació es considera de risc mínim.

## Descripció
És una espècie de rapinyaire molt petita, mesura entre 15 a 19 c, i té una envergadura alar d'entre 32 a 39 cm. les seves parts superiors són de color marró grisenc clapejat de petites pintes blanques, i per sota és blanc amb un llistat marró. El disc facial, comú en moltes rapaces nocturnes, està en aquest cas poc desenvolupat, i en el seu rostre destaquen les seves celles blanques. El jove és semblant a l'adult, però amb un dibuix menys marcat, sense les pintes blanques en les seves parts superiors.